# Ernest d'Acy
Jacques Louis Ernest Cadeau d'Acy, plus connu sous le nom Ernest d'Acy, né le 22 septembre 1827 à Amiens et mort le 1er janvier 1905 à Paris 8e, est un préhistorien français. Il a joué un rôle important lors des premières recherches consacrées à la Préhistoire.

## Biographie

### Travaux
Ernest d'Acy a particulièrement étudié les gisements paléolithiques de la Marne, de la Seine et de la Somme.
Le terme « Chelléen », aujourd'hui tombé en désuétude et qui tire son nom du site de Chelles (Seine-et-Marne, France), a été proposé en 1878 par Ernest d'Acy pour désigner une industrie lithique ancienne du Paléolithique inférieur d'Europe occidentale et représentant une forme d'Acheuléen archaïque.
Il fit don de sa collection préhistorique au Musée d'Archéologie nationale à Saint-Germain-en-Laye.

### Publications
- Les Crânes de Canstadt, de Néanderthal et de l'Olmo, Mémoire présenté au Congrès scientifique international des catholiques tenu à Paris en 1888
- De la pseudo-taille des silex de Thenay, 1885
- Des sépultures dans les dépôts paléolithiques des grottes ou des abris sous roche, 1888
- La grotte des Hotteaux, 1895
- Les Sépultures des grottes des Baoussé-Roussé, 1895
- Les silex mesviniens et les silex préquaternaire des environs de Mons, 1891
- Silex préhistoriques de la station de Chelles, 1884
- Le mammouth dans le Forest Bed de Cromer, 1884
- De l'emmanchement de certains silex taillés de Saint-Acheul ou de Chelles, 1887
- Quelques observations relativement au gisement interglaciaire de Villefranche, 1895
- Le Limon des plateaux du nord de la France et les silex travaillés qu'il renferme, 1878

### Famille
Ernest Cadeau d'Acy est le fils d'Édouard Cadeau d'Acy, député et président du conseil général de la Somme, et de Pauline Tripier de Sénerville.
Il épouse à Paris (1er ardt anc.) le 31 mai 1859, Marie Valérie Le Boucher d'Emiéville, fille de Frédéric Le Boucher d'Emiéville et de Charlotte de Vauquelin. Née à Ailly (Calvados) le 15 août 1833, elle meurt à Paris 8e le 29 mai 1882.
Trois filles sont issues de ce mariage :
- Jacqueline Marie Pauline Cadeau d'Acy (Paris 8e, 4 mars 1860 - Rennes, 9 décembre 1937), mariée à Paris 8e le 14 juin 1887 avec Adrien Louis Marie de Lavau, maire de Meslay, mort à Meslay 16 juillet 1922 ;
- Marie Pauline Mathilde Cadeau d'Acy, (Paris 8e 5.02.1864 - Missy 21.07.1917), mariée à Paris 8e le 14 juin 1887 avec Louis Marie René Adrien de Lavau (Luc sur Mer 28 juillet 1859 - Missy 14 février 1934) ;
- Anne Pauline Marie Thérèse Cadeau d'Acy, née à Paris 8e le 7 décembre 1867, mariée à Paris 8e le 14 janvier 1891 avec Paul Marie Joseph de Pioger, mort à Baulon le 24 février 1940.

Il est inhumé au cimetière du Père-Lachaise (67e division).